# Frans de Bruin
Frans de Bruin (Venlo, 29 september 1937 - Venlo, 14 oktober 2008) is een Nederlands voormalig voetballer die als aanvaller speelde bij VVV.
De Bruin speelde vanaf zijn 11e jaar voor VVV. Op 30 december 1956 debuteerde hij daar in het betaald voetbal, tijdens een met 1-2 gewonnen uitwedstrijd bij NOAD. Na de degradatie uit de Eredivisie in 1962 verliet hij VVV. Na een uitstapje bij de kersverse eersteklasser SV Blerick, waarin hij geselecteerd werd voor het Nederlands amateurvoetbalelftal, keerde hij een jaar later weer terug op het oude nest. De Bruin speelde vervolgens vanaf 1963 nog twee seizoenen bij de Venlose eerstedivisionist. Na afloop van zijn profcarrière keerde hij definitief terug naar SV Blerick.
Frans de Bruin overleed in 2008 op 71-jarige leeftijd.

## Profstatistieken
| Seizoen         | Club            | Competitie      | Competitie | Competitie | Beker | Beker | Intertoto | Intertoto | Totaal | Totaal |
| Seizoen         | Club            | Competitie      | Wed.       | Dlp.       | Wed.  | Dlp.  | Wed.      | Dlp.      | Wed.   | Dlp.   |
| --------------- | --------------- | --------------- | ---------- | ---------- | ----- | ----- | --------- | --------- | ------ | ------ |
| 1955/56         | VVV             | Hoofdklasse A   | 0          | 0          | —     | —     | —         | —         | 0      | 0      |
| 1956/57         | VVV             | Eredivisie      | 3          | 1          | 1     | 1     | —         | —         | 4      | 2      |
| 1957/58         | VVV             | Eredivisie      | 1          | 0          | 2     | 0     | —         | —         | 3      | 0      |
| 1958/59         | VVV             | Eredivisie      | 12         | 0          | 2     | 1     | —         | —         | 14     | 1      |
| 1959/60         | VVV             | Eredivisie      | 15         | 2          | —     | —     | —         | —         | 15     | 2      |
| 1960/61         | VVV             | Eredivisie      | 22         | 5          | 3     | 0     | —         | —         | 25     | 5      |
| 1961/62         | VVV             | Eredivisie      | 4          | 0          | 0     | 0     | 3         | 0         | 7      | 0      |
| 1963/64         | VVV             | Eerste divisie  | 22         | 4          | 1     | 0     | —         | —         | 23     | 4      |
| 1964/65         | VVV             | Eerste divisie  | 25         | 1          | 2     | 1     | —         | —         | 27     | 2      |
| Carrière totaal | Carrière totaal | Carrière totaal | 104        | 13         | 11    | 3     | 3         | 0         | 118    | 16     |